# Gisèle Freund

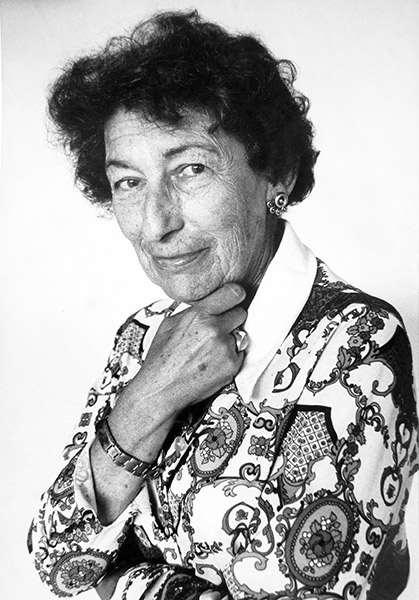
Gisèle Freund, Paris 1974

Gisèle Freund (gebürtig Gisela Freund; geboren am 19. Dezember 1908 in Schöneberg, heute Stadtteil von Berlin; gestorben am 31. März 2000 in Paris) war eine deutsch-französische Fotografin und Fotohistorikerin.

## Leben

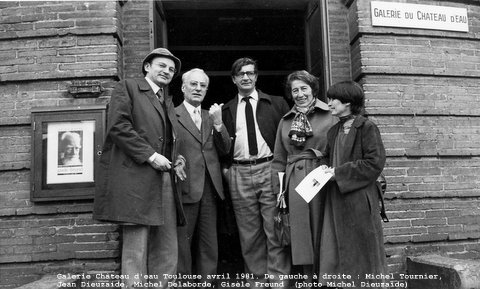
Galerie Château d'eau Toulouse. Von links nach rechts: Michel Tournier, Jean Dieuzaide, Michel Delaborde, Gisèle Freund, 1981

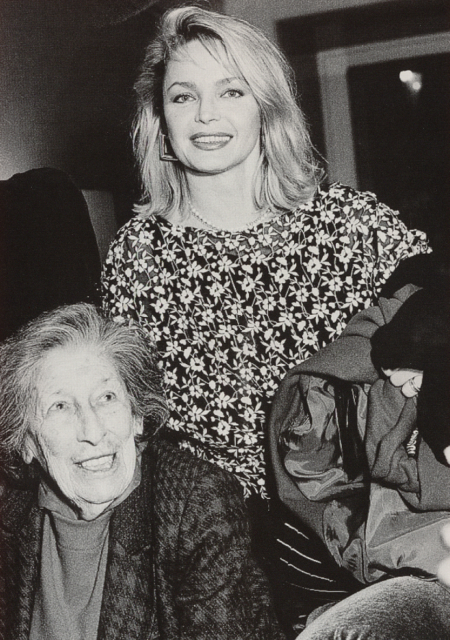
Gisèle Freund (sitzend) und die Kunstwissenschaftlerin Marita Ruiter, Frankfurt 1995

Gisela Freund wuchs in einer wohlhabenden jüdischen Familie im Bayerischen Viertel von Schöneberg auf. Ihr Vater, der Textilfabrikant und Kunstsammler Julius Freund, weckte früh ihr Verständnis für Bilder und schenkte der Amateurfotografin zum Abitur eine Leica. Obwohl sie nach ihrem Abitur anfangs nach Heidelberg zum Studium wollte, kam es nicht dazu, weil ihre Eltern anders als bei ihrem Bruder ein Studium in dem als allzu mondän betrachteten Studienort für unratsam hielten. Sie studierte deshalb ab 1929 in Freiburg im Breisgau, dann ab dem Wintersemester 1929/30 bei Karl Mannheim in Frankfurt am Main Soziologie, der zu diesem Zeitpunkt ebenfalls bereits wieder Heidelberg verlassen hatte. Am benachbarten Institut für Sozialforschung nahm sie auch an Seminaren von Max Horkheimer teil. Als Mitglied der Roten Studentengruppe nahm sie an linken Demonstrationen teil und war Teil jener Studentenzeitschrift. Sie betonte jedoch immer, dass sie zwar antifaschistisch aber nie prokommunistisch gewesen sei.
Ihr Mentor Norbert Elias, damals Assistent von Karl Mannheim, riet ihr, die Anfänge der Fotografie in Frankreich in einer soziologisch-ästhetischen Doktorarbeit zu untersuchen. Sie hielt sich deshalb für Forschungen ab 1931 überwiegend in Paris auf. Als im April 1933 die jüdischen Professoren in Deutschland durch das nationalsozialistische Berufsbeamtengesetz zwangspensioniert respektive vertrieben wurden und Karl Mannheim nach London emigrierte, entschied sich auch Freund für die Emigration und beendete in Paris ihre Dissertation.
Wesentliche Unterstützung erfuhr sie dabei durch die Buchhändlerin und Schriftstellerin Adrienne Monnier, mit der sie eine sehr enge Freundschaft verband. Monnier übersetzte die Doktorarbeit ins Französische und publizierte sie zur Promotion an der Sorbonne 1936 im Verlag ihrer Buchhandlung. La Photographie en France au dix-neuvième siècle war der erste Versuch, das Aufkommen der Porträtfotografie materialistisch zu erklären. Die Arbeit ist ein Meilenstein in der Erforschung der modernen Bildkultur. Das deutsche Original erschien erst 1968 unter dem Titel Photographie und bürgerliche Gesellschaft. Eine kunstsoziologische Studie.
Noch als Studentin begann Freund, fotojournalistisch zu arbeiten. Ihre erste bedeutende Reportage schilderte das Leben der Arbeitslosen im nordenglischen Industrierevier und erschien 1935 in Weekly Illustrated, ein Jahr später als Nachdruck in der neu gegründeten Life. Im Zusammenhang einer Reportage über den Internationalen Schriftsteller-Kongress, der 1935 in Paris stattfand, gelang ihr ein Porträt von André Malraux, das durch seine schnappschussartige Beiläufigkeit und grafische Brillanz einen romantisch-revolutionären Helden der Zeit zur Ikone erhob.
Als 1938 der Agfacolor-Diapositivfilm in Frankreich auf den Markt kam, begann Freund, eine Sammlung von Farbporträts von Schriftstellern anzulegen. Sie fotografierte die Autoren, die sie meist durch Monnier kennengelernt hatte, in Porträtsitzungen bei Lampenlicht. Die Bilder bekamen dadurch eine ruhige ästhetische Einheit, die an die Konzeption der Galerie contemporaine von Nadar und anderen Fotografen des Second Empire erinnerte. In etwa eineinhalb Jahren nahm sie in Paris und London über achtzig Schriftsteller auf, von denen später viele zu den wichtigen Autoren des zwanzigsten Jahrhunderts gezählt wurden: Aragon, Breton, Benjamin, Cocteau, Colette, Eliot, Éluard, Gide, Joyce, Koestler, Montherlant, Rolland, Shaw, Susana Soca, Valéry, Wilder, Woolf, Zweig u. a.

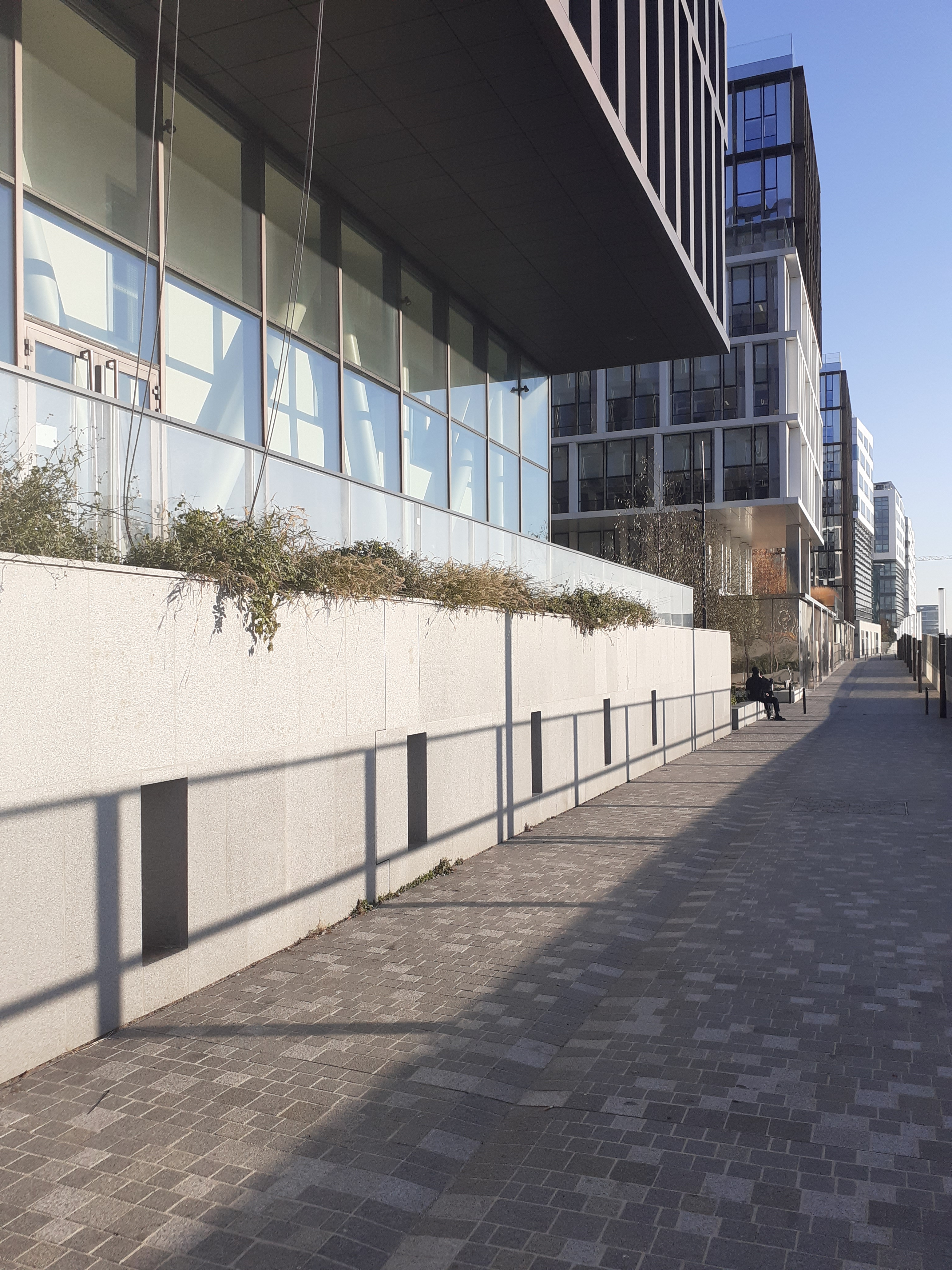
Rue Gisèle-Freund (13. Arrondissement), Paris

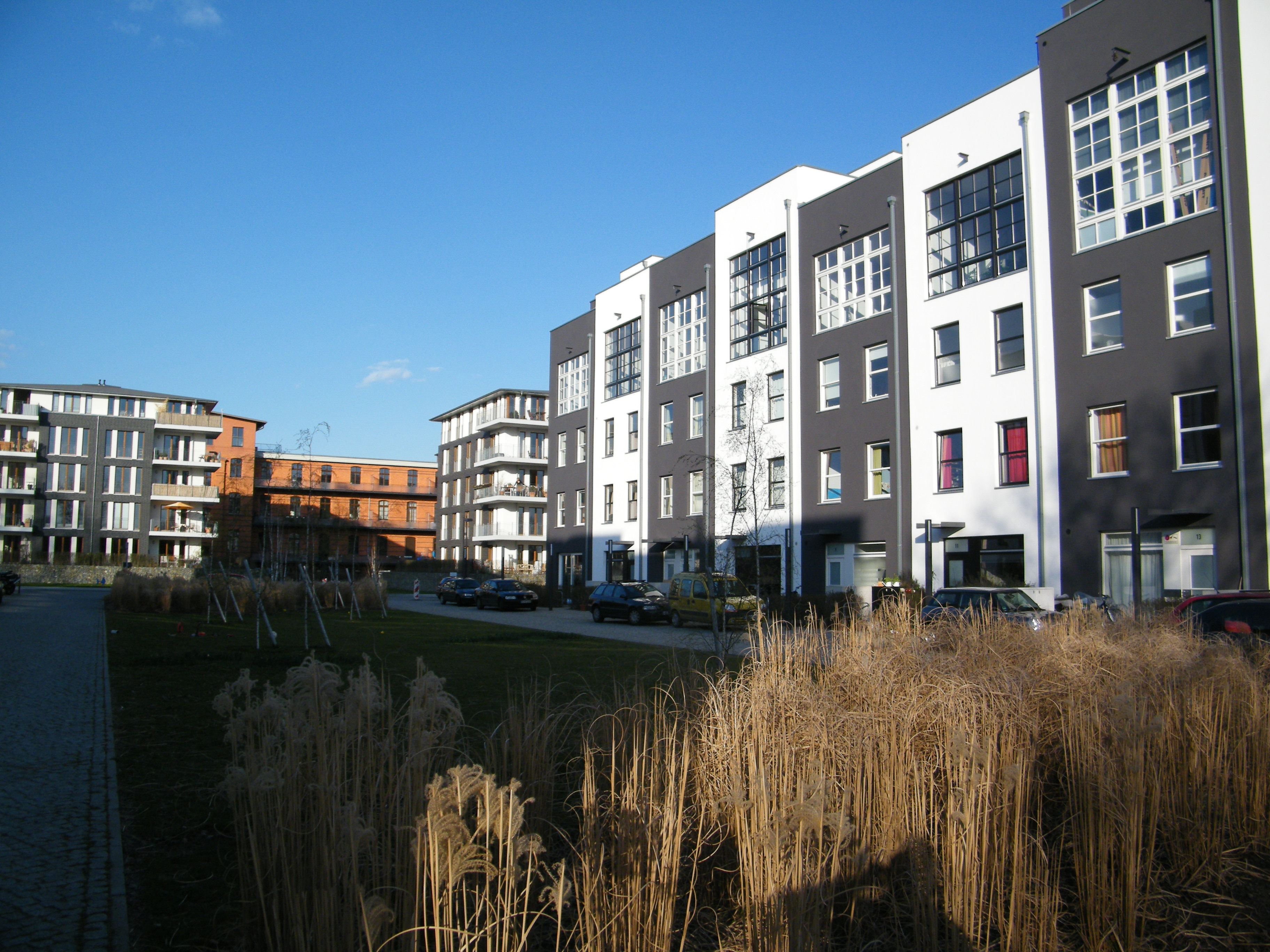
Gisele-Freund-Hain, Berlin-Rummelsburg

Dieses einzigartige Farbporträt-Werk wurde erst viele Jahre nach dem Zweiten Weltkrieg publiziert und begründet heute Freunds Berühmtheit als Porträtistin des Geistes. In manchen Fällen – Joyce, Malraux und Woolf – ist Freunds Bildnis so stark ins öffentliche Bewusstsein eingegangen, dass es kanonisch für die Figur selbst steht. Als François Mitterrand 1981 französischer Staatspräsident wurde, kannte er diese Ahnengalerie, und er bat Freund, sein offizielles Porträt aufzunehmen. Sie setzte ihn wie die Schriftsteller von einst ins Lampenlicht. Ein Jahr darauf wurde sie mit dem Orden der Légion d’honneur ausgezeichnet und erhielt ihren französischen Personalausweis.
Kurz vor dem Einmarsch der deutschen Truppen in Paris 1940 floh Freund in das Departement Lot und verbrachte ein Jahr bei Bauern in der freien Zone. Sie hatte zwar 1936 Pierre Blum, den Freund eines Cousins von Adrienne Monnier, geheiratet, um französische Staatsbürgerin zu werden. Aber sie zweifelte nicht daran, dass sie im besetzten Frankreich in Lebensgefahr war. Durch die Hilfe der vermögenden argentinischen Literatin Victoria Ocampo gelang ihr die Flucht nach Buenos Aires. Diese Stadt blieb ihre Lebensbasis bis zum Kriegsende. Die Ehe mit Blum wurde 1948 einvernehmlich geschieden.
Die erzwungenen südamerikanischen Jahre waren für Freund eine glückliche und produktive Zeit. Sie reiste durch Patagonien und fotografierte dort und in den Andenstaaten mit der Neugier einer Ethnografin. In Chile gehörte sie 1945 als Regieassistentin und Standfotografin zu einer französischen Schauspieltruppe, die unter der Regie von Jacques Rémy den Spielfilm La Fruta mordida realisierte. Als Robert Capa und andere ehemalige Kriegsfotografen 1947 die Fotoagentur Magnum gründeten, wurde Freund ein assoziiertes Mitglied. Sie lebte überwiegend in Mexiko-Stadt und fotografierte in ganz Mittel- und Südamerika. Aus dem geplanten zweiwöchigen Aufenthalt in Mexiko wurden zwei Jahre, geschuldet dem Malerpaar Frida Kahlo und Diego Rivera. Freund porträtierte beide und dokumentierte das Leben des Malerduos ausgiebig. Gisèle Freund sprach nicht viel über ihre Liebschaften und ihre Ehe mit Pierre Blum wird häufig als reine Zweckheirat beschrieben, so dass auch über eine Bisexualität Freunds spekuliert wurde. Frida Kahlo soll sich in Freund verliebt haben, was, laut ihrer Biografin Bettina de Cosnac, aus den zahlreichen Briefen an Freund hervorgeht.
Magnum verkaufte ihre Reportagen und Porträts international an Magazine, darunter auch 1950 eine Bilderserie über Evita Perón, die zu ihren besten journalistischen Arbeiten zählt. Wenig später kam es zum Bruch mit der Agentur. Freund arbeitete ab 1952 von Paris aus und erweiterte ihre Porträtsammlung um Schriftsteller der Nachkriegszeit: Beauvoir und Sartre, Beckett, Duras, Ionesco, Leiris, Michaux, Sarraute u. a. wurden von ihr nun in einem diskret-beobachtenden Stil und meist in Schwarzweiß erfasst. Mitte der sechziger Jahre endete ihre aktive Zeit als Fotografin. Sie lebte jetzt von ihrem umfangreichen Porträtarchiv, auf das Magazine, Buchverlage und das Fernsehen zurückgriffen.
Eine erste große Einzelausstellung ihrer Porträts zeigte 1968 das Musée d’art moderne de la Ville de Paris. Zwei Jahre später veröffentlichte Freund eine Autobiografie, Le Monde et ma caméra, die mit der Schilderung ihrer dramatischen Flucht im Nachtzug aus Hitler-Deutschland einsetzte. Damit begann die Legendenbildung um ihre Person, die sie in den Jahren ihrer Berühmtheit mit vielen Interviews nährte. Die Entdeckung ihres Werks und ihre besondere Beliebtheit in Deutschland setzten Mitte der siebziger Jahre ein, parallel zur Frauenbewegung und zur Trennung von Fotografie und Fotokunst durch den Kunstbetrieb. Als die documenta in Kassel 1977 ein für den Kunsthandel hergestelltes Portfolio mit zehn ihrer frühen Farbporträts zeigte, war aus der Fotografin Freund eine Fotokünstlerin geworden.

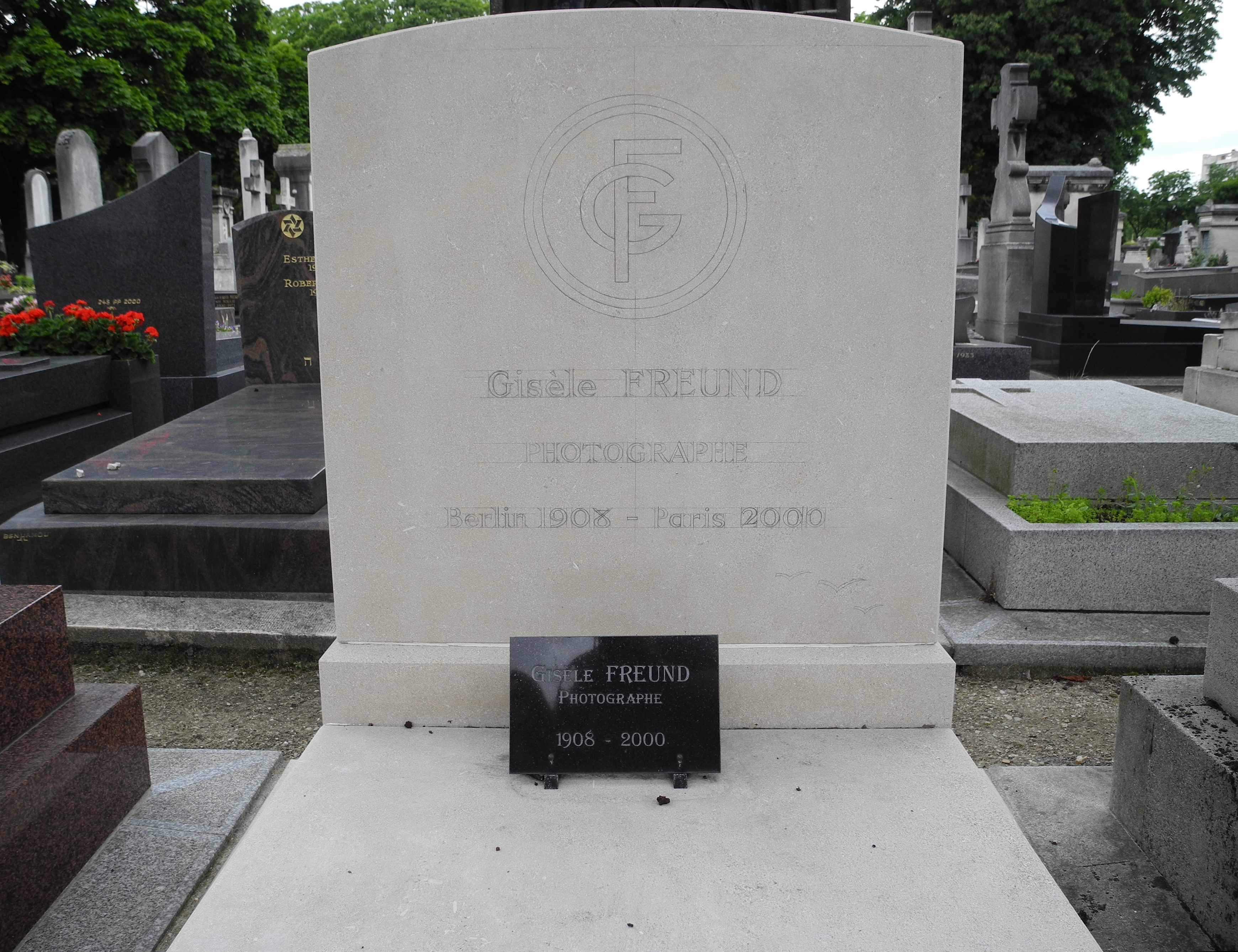
Gisèle Freunds Grabstein auf dem Cimetière Montparnasse

Alle 180 Bilder einer Freund-Werkschau der Sidney Janis Gallery in New York wurden 1979 vom Center for Creative Photography in Tucson erworben. Bildbände und mehrere Fernsehfilme machten ihr Leben und Werk vor allem in Frankreich und Deutschland bekannt. Auf dem Höhepunkt ihrer Berühmtheit richtete das Centre Georges-Pompidou 1991 Freund eine große Retrospektive aus, die von 400.000 Menschen besucht wurde. Die 250 Werke dieser Schau gingen als Geschenk von Freund in die Sammlung des Musée National d’Art Moderne ein. In den 1990er Jahren wirkte sie als Mentorin der jungen Jessica Backhaus.
Am 31. März 2000 starb Gisèle Freund im Alter von 91 Jahren in Paris an Herzversagen. Ihr Grab befindet sich auf dem Cimetière Montparnasse in Paris.
Sie hat keine Nachkommen. Das Institut mémoires de l’édition contemporaine (IMEC) in Saint-Germain la Blanche-Herbe besitzt ihren Nachlass und ist für die Verwertungsrechte an ihrem Werk zuständig.

## Leistungen
Gisèle Freund gilt heute als eine Künstlerin, die durch ihre Fotografien und durch ihre Biografie wirkte. Sie hat ihr Werk immer an die Erzählung ihres bewegten Lebens, an ihre Liebe zur Literatur und zu den Literaten, an ihre oft radikalen Ansichten gebunden. Die Frau mit der Kamera – wie eines ihrer letzten Bücher hieß – war eine der großen Frauen des zwanzigsten Jahrhunderts. Ihre kunstsoziologische Pionierarbeit von 1936, die sie in den 1970ern ausbaute und als Photographie und bürgerliche Gesellschaft wiederveröffentlichte, thematisiert auf Basis einer materialistischen Gesellschaftstheorie die Zusammenhänge zwischen französischer Porträtfotografie und dem Aufstieg von Bürgertum und Kleinbürgertum und kritisiert insbesondere die Scheinobjektivität des Mediums. Mit dieser zum Standardwerk gewordenen Untersuchung hatte Freund bleibenden Einfluss auf die kritische Analyse der Fotografie.

## Werke

### Einzelausstellungen
- 1963: Bibliothèque nationale de France, Paris
- 1968: Musée d’art moderne de la Ville de Paris
- 1975: Robert Schoelkopf Gallery, New York
- 1977: Galerie Lange-Irschl, München
- 1977: Rheinisches Landesmuseum Bonn
- 1978: Marcus Krakow Gallery, Boston
- 1979: Sidney Janis Gallery, New York
- 1980: Galerie Agathe Gaillard, Paris
- 1981: Center for Creative Photography, Tucson, Arizona
- 1982: Koplin Gallery, Los Angeles
- 1983: Stanford University Museum
- 1984: Fotografie Forum Frankfurt, Frankfurt am Main
- 1987: Galerie Zur Stockeregg, Zürich
- 1988: Werkbund-Archiv, Berlin
- 1989: Galerie de France, Paris
- 1990: Akademie der Künste, Berlin
- 1991: Centre Georges-Pompidou, Paris
- 1992: Hammoniale, Hamburg
- 1994: Museum für Photographie, Braunschweig
- 1995: Museum für Moderne Kunst, Frankfurt am Main
- 1996: Berliner Festwochen
- 1996: Galerie nationale du Jeu de Paume, Paris
- 1996: Sprengel Museum, Hannover
- 2002: Centre de Cultura Contemporania, Barcelona
- 2008: Versicherungskammer Bayern, München
- 2009: Focke-Museum, Bremen
- 2011: Kunsthalle Jesuitenkirche, Aschaffenburg
- 2014: Akademie der Künste, Berlin[7]
- 2015: Historisches Museum Frankfurt, Frankfurt am Main
- 2017: Universitätsarchiv Frankfurt, Goethe-Universität, Frankfurt am Main

### Monografien
- 1936: La Photographie en France au dix-neuvième siècle. Paris
- 1954: Mexique Précolombien. Neuchâtel
- 1965: James Joyce in Paris. New York
- 1968: Au pays des visages 1938–1968. Paris (Ausstellungskatalog)
- 1968: Photographie und bürgerliche Gesellschaft. München (deutsche Ausgabe von * 1936)
- dt. Ausgabe: Photographie und Gesellschaft. München 1976 (mehrere Auflagen und Ausgaben)
- 1970: Le Monde et ma caméra. Paris
- 1974: Photographie et société. Paris (völlig veränderte und erweiterte Fassung von * 1936)
- engl. Ausgabe: The World In My Camera. New York 1975 (um viele Abbildungen erweitert)
- 1977: Fotografien 1932–1977. Bonn (erste Retrospektive in Deutschland; Ausstellungskatalog)
- 1977: Mémoires de l’œil. Paris
  - dt. Ausgabe: Memoiren des Auges. Frankfurt am Main 1977.
- 1982: Trois jours avec Joyce. Paris
  - dt. Ausgabe: Drei Tage mit James Joyce. Frankfurt am Main 1983.
- 1985: Photographien. München (bis heute die maßgebliche Monografie; weitere Auflagen als Photographien und Erinnerungen, engl. und franz. Lizenzausgaben)
- 1988: Gisèle Freund. Berlin (Ausstellungsmagazin, zu Buch erweitert)
- 1989: Porträts von Schriftstellern und Künstlern. München
- 1991: Itinéraires. Catalogue de l’œuvre photographique Gisèle Freund. Werkkatalog von Hans Puttnies, Paris (Ausstellungskatalog)
- 1992: Die Frau mit der Kamera. Text von Hans Puttnies, München (zugleich als Ausstellungskatalog Hamburg)
- 1992: Gisèle Freund Portrait. Entretiens avec Rauda Jamis. Paris
- dt. Ausgabe: Gespräche mit Rauda Jamis. München 1993
- 1994: Zwei Reportagen. Braunschweig (Ausstellungskatalog)
- 1995: Fotografien zum 1. Mai 1932. Frankfurt am Main (Ausstellungskatalog. Die Fotos entstanden ausnahmslos vor 1932)
- 1996: Berlin-Frankfurt-Paris. Fotografien 1929–1962. Berlin (Ausstellungskatalog)
- 1996: Gesichter der Sprache. Schriftsteller um Adrienne Monnier. Fotografien zwischen 1935 und 1940. Hannover (Ausstellungskatalog)
- 1996: Malraux sous le regard de Gisèle Freund. Paris (Ausstellungskatalog)
- 2001: en face. Gisèle Freund photographiert von Tom Fecht. Berlin (Ausstellungskatalog)
- 2014: Gisèle Freund. Fotografische Szenen und Porträts. Hrsg. von Janos Frecot und Gabriele Kostas, Berlin (Ausstellungskatalog)

### Hörbuch
- 2000: Ein Leben für die Leica. Gisèle Freund im Gespräch. o. O. (SWR-Sendung von 1983)

### Dokumentation
- 2019: Gisèle Freund – Ein Leben für die Fotografie. Regie: Teri Wehn-Damisch. ARTE Frankreich (53 min)

## Würdigungen

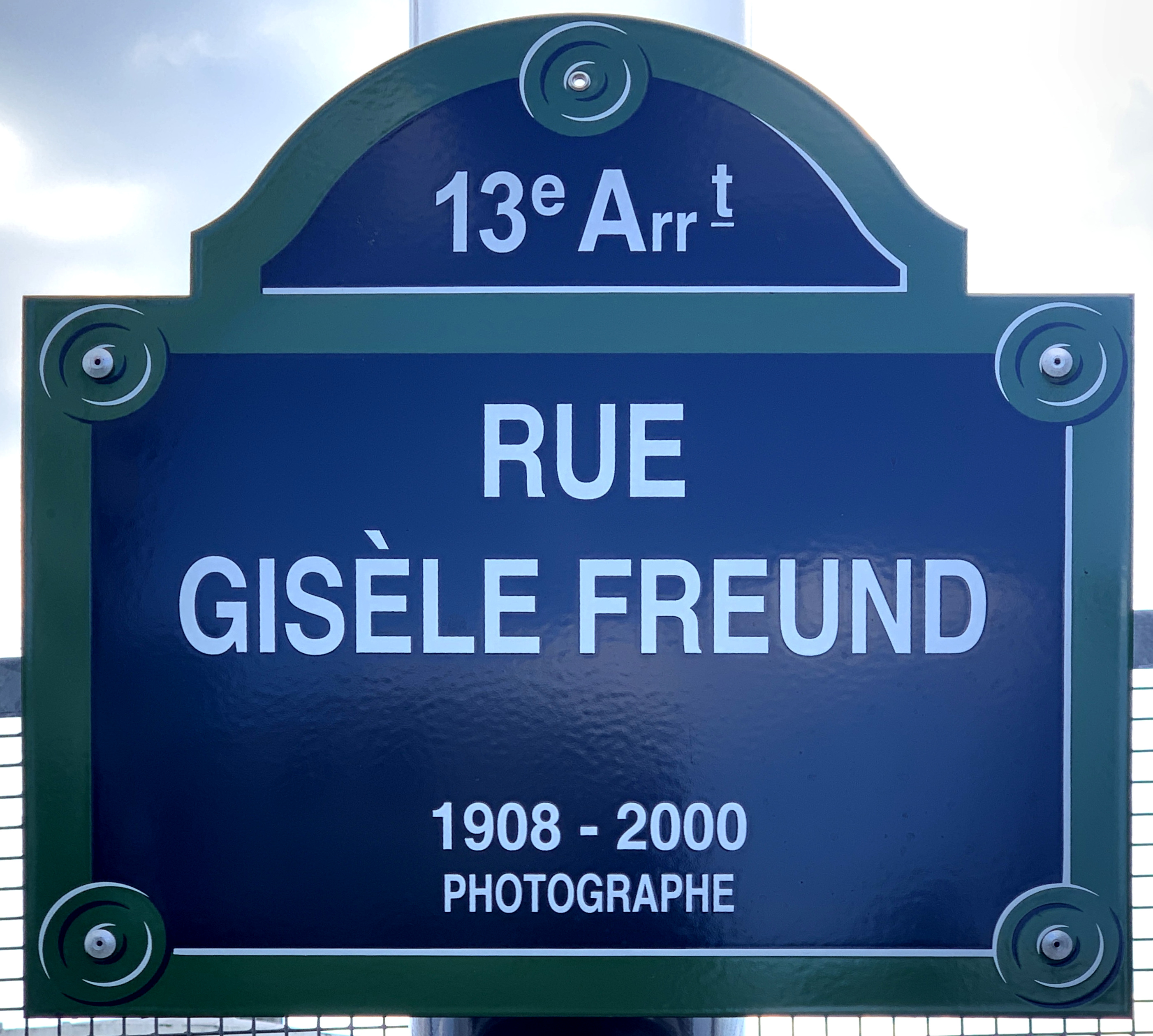
Rue Gisèle Freund,
13. Arrondissement, Paris

Die Universität Frankfurt am Main benannte im Jahre 2015 einen Platz auf dem Campus Westend nach Gisèle Freund. Auch in Paris, Berlin, Rheine und Rodgau wurden Straßen nach ihr benannt. Seit 2021 wird an der Folkwang Universität der Künste alle zwei Jahre der Gisèle Freund-Preis für Theorie und Geschichte der Fotografie verliehen.